# Lüblow
Lüblow ist eine Gemeinde im Landkreis Ludwigslust-Parchim in Mecklenburg-Vorpommern (Deutschland). Sie wird vom Amt Ludwigslust-Land mit Sitz in der nicht amtsangehörigen Stadt Ludwigslust verwaltet.

## Geografie und Verkehr
Lüblow liegt etwa 21 Kilometer südlich von Schwerin. Die Landesstraße 72 (ehemals Bundesstraße 106) wird in drei, die Bundesautobahn 24 in vier Kilometern erreicht. Lüblow besitzt einen Haltepunkt an der Bahnstrecke Ludwigslust–Wismar. Er wird von der Regional-Express-Linie RE 8 (Wismar–Wittenberge–Berliner Stadtbahn–Flughafen BER) und der Regionalbahnlinie RB 17 Ludwigslust–Bad Kleinen–Wismar jeweils abwechselnd zweistündlich bedient, so dass sich ein Stundentakt ergibt.
Umgeben wird Lüblow von den Nachbargemeinden Rastow im Norden, Wöbbelin im Osten, Ludwigslust im Süden, Warlow im Südwesten sowie Picher im Westen.
Zu Lüblow gehört der Ortsteil Neu Lüblow.

## Geschichte
Die erste urkundliche Erwähnung des Ortes stammt aus dem Jahr 1246. Eine alte gotische Kirche ist nicht mehr vorhanden, an ihrer Stelle entstand 1738 ein schlichter Fachwerksaal, der seit 2006 restauriert wurde. Ein 1832 erbautes Schulgebäude dient heute als Heimatstube, in der in ehrenamtlicher Arbeit Zeugnisse der Geschichte des Ortes zusammengetragen wurden.
|  |  |

## Politik

### Gemeindevertretung und Bürgermeister
Der Gemeinderat besteht (inkl. Bürgermeisterin) aus 8 Mitgliedern. Die Wahl zum Gemeinderat am 26. Mai 2019 hatte folgende Ergebnisse:
| Partei/Bewerber     | Prozent | Sitze |
| ------------------- | ------- | ----- |
| Wählergruppe Lüblow | 96,78   | 8     |

Bürgermeisterin der Gemeinde ist Andrea Bennühr, sie wurde mit 81,29 % der Stimmen gewählt.

### Dienstsiegel
Die Gemeinde verfügt über kein amtlich genehmigtes Hoheitszeichen, weder Wappen noch Flagge. Als Dienstsiegel wird das kleine Landessiegel mit dem Wappenbild des Landesteils Mecklenburg geführt. Es zeigt einen hersehenden Stierkopf mit abgerissenem Halsfell und Krone und der Umschrift „• GEMEINDE LÜBLOW • LANDKREIS LUDWIGSLUST-PARCHIM“.

## Sehenswürdigkeiten
Die Baudenkmale der Gemeinde sind in der Liste der Baudenkmale in Lüblow aufgeführt.